# Zwarttipvaalhaai
De zwarttipvaalhaai (Hypogaleus hyugaensis) is een haai uit de familie van de gladde haaien.

## Natuurlijke Omgeving
De zwarttipvaalhaai komt voor in de Indische Oceaan, Oost-Afrika, de Perzische golf, Australië en het westen van de Grote Oceaan, Taiwan en Japan. Hij leeft hier op het continentale plat.

## Synoniemen
- Eugaleus hyugaensis Miyosi, 1939[2]
- Galeorhinus hyugaensis (Miyosi, 1939)[2]
- Galeorhinus zanzibarensis Smith, 1957[8]
- Hypogaleus zanzibarensis (Smith, 1957)[8]